# よかっぺ号
よかっぺ号（よかっぺごう）は、茨城県水戸市・石岡市・土浦市・つくば市と京都府京都市・大阪府大阪市を結ぶ夜行高速バス路線である。

## 運行会社
- 関東鉄道[1]（水戸営業所）
- 近鉄バス[1]（八尾営業所）

## 停留所
停留所の案内表記は、茨城県側を関東鉄道の表記で、関西側を近鉄バスの表記で記す。なお、途中休憩はない。大阪駅前（地下鉄東梅田駅）は定期便（1号車）のみ乗降扱いを行い、臨時便（2号車以降）は停車しない。
- 水戸駅南口（4番のりば）
- 大工町
- 大塚
- 石岡（常磐自動車道本線上バス停）
- 土浦駅東口
- つくばセンター
- 並木大橋

【常磐自動車道・東名高速道路・伊勢湾岸自動車道・東名阪自動車道・新名神高速道路・名神高速道路経由】
- 京都駅八条口（F3のりば）
- 大阪駅前（地下鉄東梅田駅）
- 近鉄なんば駅西口（OCATビル）
- ユニバーサル・スタジオ・ジャパン

## 沿革
- 2001年（平成13年）
  - 4月26日 - 運行開始[1]。
  - 12月19日 - 大阪行のみUSJに乗り入れ開始。これに伴い、大阪行の上本町停留所の乗り入れを廃止。
- 2003年（平成15年）3月5日 - 近鉄便の1号車を2階建て車両に変更。
- 2004年（平成16年）12月22日 - 梅田、名神茨木・高槻・大山崎、（常磐道）石岡に停車開始。USJ乗り入れ廃止。
- 2017年（平成29年）
  - 4月28日 - 大阪行のみUSJ乗り入れを再開。
  - 7月1日 - この日より水戸行もUSJへの乗り入れを開始。これに伴い、運行経路を一部変更し、名神大山崎、名神高槻、名神茨木インター、あべの橋バスステーションの4停留所への乗り入れを廃止[2]。
- 2019年（令和元年）6月21日 - 運賃改定[3]。
- 2020年（令和2年）
  - 4月10日 - 新型コロナウイルスの影響により、この日の出発便より同年5月7日出発便（のち同年6月30日まで延長）まで運休[4][5]。
  - 7月1日 - この日の出発便より運行を再開[6][7]。
- 2021年（令和3年）
  - 1月19日 - この日の出発便より同年3月11日出発便まで運休[8][9][10]。
  - 3月12日 - この日の出発便より運行を再開[10][11]。

## 車内設備
- 3列独立シート
- トイレ
- 飲み物
- 毛布（コロナ禍以降は貸し出し中止）
- スリッパ

※多客時に運行される後続便では仕様・サービスが異なることがある。

## 車両
関鉄は29人乗りのスーパーハイデッカー車（三菱ふそう・エアロクィーン）、近鉄は27人乗りのハイデッカー車（日野・セレガ）を使用する。近鉄では一時期36人乗りの2階建て車（ダブルデッカー、三菱ふそう・エアロキング）を使用していた。なお、関鉄は開業当初、近鉄より中古車1台（日野ブルーリボンRU）を譲り受けて運行していたことがある。同車は関鉄では珍しい日野製の高速バス車両でもあった。